# Застухов Віталій Сергійович
Віталій Сергійович Застухов (вірм. Վիտալի Սերգեևիչ Զաստուխով; 27 липня 1947, Єреван — 17 листопада 2001, Єреван) — радянський баскетболіст, чемпіон Європи (1969), призер чемпіонату світу (1970), чемпіон Європи серед юніорів (1966). Майстер спорту міжнародного класу (1969). Зріст — 177 см. Захисник.
У 1965-68 роках виступав за «Спартак» (Єреван), у 1969-71 рр. — за «Динамо» (Москва), в 1972-77 рр. — за СКІФ (Єреван), з 1972 року — граючий тренер СКІФа.
У 1969—1970 роках був гравцем збірної СРСР з баскетболу, у складі якої ставав переможцем чемпіонату Європи 1969 року і бронзовим призером чемпіонату світу 1970 року.
Закінчив Вірменський університет.
Був завідувачем методичного кабінету кафедри спортивних ігор Вірменського інституту фізичної культури, членом президії Федерації баскетболу Вірменської РСР.
Останні роки життя мешкав у США. Помер від хвороби мозку.
У Вірменії проводиться юнацький баскетбольний турнір пам'яті Віталія Застухова.